# Stefan Blommaert
Stefan Blommaert (Antwerpen, 15 juli 1958) is een voormalig Vlaams nieuwsanker en journalist.
Hij studeerde Hedendaagse Geschiedenis aan de Vrije Universiteit Brussel, omdat hij archeoloog wilde worden. Tijdens zijn studies was hij lid van de Vlaamse Vereniging van Studenten. Na zijn studies gaf hij een drietal jaar les aan middelbare scholen in Antwerpen. Samen met onder meer Jan Balliauw stampte hij Radio Centraal in Antwerpen uit de grond. Daar leerde hij ook het journalistieke vak.
In 1984 kwam Stefan bij de radionieuwsdienst van de toenmalige BRT werken en een jaar later stapte hij over naar televisie, waar hij zowel verslaggeving als de presentatie van Het Journaal deed. In 1985 was hij geheel toevallig aanwezig in het fastfoodrestaurant op het ogenblik dat de politie binnenviel en de kopstukken van de CCC arresteerde. Hij ontdekte pas later wat er gebeurd was tijdens de inval
Blommaert specialiseerde zich in de geschiedenis en de actualiteit van Oost-Europa. Van 1993 tot 1994 was hij correspondent in Moskou. In de jaren 90 volgde hij de verschillende oorlogen in de Balkan, waaronder het beleg van Sarajevo en de Kosovo-oorlog.
Daarna deed hij voornamelijk verslaggeving vanuit Rusland en Azië. Eind augustus 2012 werd hij de vaste correspondent vanuit het Chinese Peking, ter vervanging van Tom Van de Weghe. Hij was dit tot 2014, toen de VRT besloot niet langer met buitenlandse correspondenten te werken. Hij bleef de regio wel volgen. Over China schreef hij De eeuw van Xi (2019).
Blommaert ging eind april 2023 op pensioen.
Stefan Blommaert is de zoon van Regine Beer, een van de overlevenden van Auschwitz.
Hij woont in Antwerpen.
- Gemeinsame Normdatei: 1225413427
- International Standard Name Identifier: 0000 0000 2268 1004
- Library of Congress Control Number: n00087035
- Nederlandse Thesaurus van Auteursnamen: 09647307X
- Virtual International Authority File: 25839313
- WorldCat: E39PBJqQDb8jTtHyT9cXxW3WjC